# ASML
ASML Holding N.V. (ASML) – holenderskie przedsiębiorstwo technologiczne, które specjalizuje się w produkcji maszyn fotolitograficznych, niezbędnych w procesie wytwarzania półprzewodników. Kluczowy dostawca sprzętu dla przemysłu półprzewodnikowego na świecie.
Na 2024 rok, czwarta pod względem wyceny spółka w Europie i druga spółka technologiczna, z kapitalizacją rynkową wynoszącą około 264 mld USD.

## Litografia EUV
Litografia EUV jest technologią wymaganą do tworzenia najmniejszych i najbardziej skomplikowanych układów scalonych. Pierwsze maszyny EUV zostaly wysłane do klientów pomiędzy rokiem 2011 i 2013. Na 2022, ASML stworzył około 140 maszyn w technologii EUV i na początku lat 2020. posiadał monopol na tym rynku. Najpopularniejsza maszyna, TWINSCAN NXE:3600D, kosztuje do 200 mln USD.
Maszyny EUV produkują światło w zakresie długości fali 13,5 nm, skupiając wysokoenergetyczny laser na mikroskopijnych kropelkach stopionej cyny, aby wytworzyć plazmę, która następnie emituje światło EUV. Światło odbija się od luster Zeiss na powierzchnię wafla krzemowego, aby utworzyć układy scalone.
Kolejne maszyny zaawansowanego EUV z aperturą numeryczną zwiększoną z 0,33 do 0,55 zostały wysłane do działów R&D Intela w grudniu 2023 i TSMC w drugiej połowie 2024 roku.

## Historia
ASM Lithography zostało założone w 1986 roku jak joint venture ASM (holenderskiej firmy produkującej maszyny do produkcji półprzewodników, założonej w 1964 roku) i Philips. Przedsiebiorstwo weszło na giełdę i zmieniło nazwę na ASML w 1988.
W 2002 roku ASML stał się największym producentem maszyn fotolitograficznych na świecie.
W 2018 roku administracja Trumpa próbowała blokować sprzedaż technologii ASML do Chin, a przez kryzys na rynku półprzewodników spowodował zwiększenie zapotrzebowania na maszyny fotolitograficzne.
W 2021 roku ASML ogłosił, że jest monopolistą w dostarczaniu urządzeń fotolitograficznych do produkcji zaawansowanych chipów dla takich firm jak TSMC i Samsung.
W marcu 2023 rząd Holandii nałożył ograniczenia eksportu technologii ASML z wymogiem uzyskania licencji na eksport od września 2023. W styczniu 2024, wrześniu 2024 i następnie styczniu 2025 zostały nałożone kolejne limity na eksport produktów do Chin.